# Hortipes marginatus
Hortipes marginatus är en spindelart som beskrevs av Ledoux och Emerit 1998. Hortipes marginatus ingår i släktet Hortipes och familjen flinkspindlar.
Artens utbredningsområde är Elfenbenskusten. Inga underarter finns listade i Catalogue of Life.